# Lecania arizonica
Lecania arizonica är en lavart som beskrevs av B. D. Ryan & van den Boom. Lecania arizonica ingår i släktet Lecania och familjen Ramalinaceae.   Inga underarter finns listade i Catalogue of Life.